# 金科夫 (阿拉斯加州)
金科夫（英語：King Cove），是美国阿拉斯加州的一座城市。该市的人口在2000年为792人，2010年有938人。人口在阿拉斯加州排行第30。